# Ivor James
Ivor James   (1882 - 1963) va ser un violoncel·lista britànic.
Va ensenyar molts anys al Royal College of Music; entre els seus alumnes hi havia aquells que es van convertir en violoncel·listes notables.

## Biografia
James va estudiar amb William Whitehouse al Royal College of Music. Després de graduar-se, es va unir al quartet de corda anglès, en un moment en què el seu viola era Frank Bridge.
El 1919 es va convertir en ajudant de William Whitehouse al Royal College of Music i, posteriorment, va ensenyar al col·legi durant 34 anys. En el seu ensenyament, li preocupava que hi hagués una base tècnica sòlida; també que, per aconseguir una bona interpretació, s'ha de tenir en compte la línia de la música. Entre els seus alumnes hi havia com el canadenc Lorne Munroe, en James Whitehead, Amaryllis Fleming i Martin Lovett.
Es va casar amb una antiga alumna, Helen Just, el 1928. Va ser companya de professió a la universitat i membre del Quartet de corda anglès. El 1929 va fundar una escola d'estiu al "Westminster College de Cambridge", patrocinada per la Federació Britànica de Festivals de Música; és considerat com el primer d'aquest tipus. Als anys 30 va ser membre del quartet Menges. James va ser nomenat CBE (Orde de l'Imperi Britànic) el 1953.

En una necrològica del 1963 a la revista "Royal College of Music Union"" hi havia escrit:
| « | <"Sentia la música fins a la profunditat i el centre. Va comunicar la seva intenció musical als seus alumnes d'una manera notable que sembla impossible de posar en paraules". | » |